# Hedmark
 je norveška administrativna regija (fylke), ki meji na Sør-Trøndelag, Oppland in Akershus in Švedsko na vzhodu. Sedež uprave je v mestu Hamar. Hedmark predstavlja severovzhodni predel geografske regije Østlandet, jugovzhodnega dela Norveške. 
Okraja Hedmark in Oppland sta bila 1. januarja 2020 združena v okrožje Innlandet, ko je nekdanjih 19 norveških okrožij postalo 10 večjih okrožij/regij.
Hedmark je sestavljal severovzhodni del Østlandeta, jugovzhodnega dela države. Na vzhodu je imela dolgo mejo s Švedsko (okrožje Dalarna in okraj Värmland). Največji jezeri sta bili Femunden in Mjøsa, največje jezero na Norveškem. Skozi Hedmark teče del reke Glomme, najdaljše norveške reke. Geografsko je bil Hedmark tradicionalno razdeljen na: Hedemarken (vzhodno od jezera Mjøsa), Østerdalen ("Vzhodna dolina" severno od mesta Elverum) ter Solør / Glåmdalen (južno od Elveruma) in Odal na samem jugu. Hedmark in Oppland sta bila edina norveška okraja brez obale. Hedmark je gostil tudi nekatere dogodke zimskih olimpijskih iger leta 1994.
Najpomembnejša mesta v okrožju so Hamar, Kongsvinger, Elverum in Tynset. Hedmark je bil eno manj urbaniziranih območij na Norveškem; približno polovica prebivalcev je živela na podeželju. Prebivalstvo je bilo večinoma skoncentrirano v bogatem kmetijskem okrožju, ki meji na Mjøso na jugovzhodu. Obsežni gozdovi v okrožju so oskrbovali Norveško z večino lesa; nekoč so hlode plavali po Glommi do obale, zdaj pa jih prevažajo tovornjaki in vlaki.
Občina Hedmark v Engerdalu je imela posebnost, da je označila trenutno najjužnejšo mejo na Norveškem s Sápmi, tradicionalno regijo ljudstva Sami.
Hedmark je bil prvotno del velikega Akershus amt, vendar je bil leta 1757 Oplandenes amt iz njega ločen. Nekaj let pozneje, leta 1781, je bilo to razdeljeno na Kristians amt (danes Oppland) in Hedemarkens amt. Do leta 1919 se je grofija imenovala Hedemarkens amt.

## Etimologija
Staronordijska oblika imena je bila Heiðmǫrk. Prvi element je heiðnir, ime starega germanskega plemena in je povezano z besedo heið, kar pomeni 'barje'. Zadnji element je mǫrk 'gozd, meja, pohod'.

## Okrožja
Administrativna regija je razdeljena na tri tradicionalna okrožja: Hedmarken, Østerdalen in Solør (ter Odalen in Vinger).

## Grb
Grb je nastal v sodobnem času (leta 1987). Prikazuje tri barkespader (sekire/osti za odstranjevanje lubja od debel).

## Občine
- Alvdal
- Eidskog
- Elverum
- Engerdal
- Folldal
- Grue
- Hamar
- Kongsvinger
- Løten
- Nord-Odal
- Os
- Rendalen
- Ringsaker
- Stange
- Stor-Elvdal
- Sør-Odal
- Tolga
- Trysil
- Tynset
- Våler
- Åmot
- Åsnes

## Zunenje povezave
- Uradna spletna stran Arhivirano 2008-09-01 na Wayback Machine.